# Provincia Samangan
Provincia Samangan (paștună: سمنگان) este una dintre provinciile Afganistanului. Este localizată în partea nordică a statului.